# Saša Bjelanović
Saša Bjelanović (n. 11 iunie 1979, Zadar, Croația) este un fotbalist croat care evoluează la echipa Atalanta Bergamo, în Serie B, pe postul de atacant. A jucat timp de șase luni în România, pentru CFR Cluj.

## Carieră
A debutat pentru CFR Cluj în Liga I pe 24 iulie 2010 într-un meci terminat la egalitate împotriva echipei Universitatea Craiova.

## Performanțe internaționale
A jucat pentru CFR Cluj în grupele UEFA Champions League, contabilizând 2 meciuri în această competiție.

## Titluri
| Sezon     | Club          | Titlu    |
| --------- | ------------- | -------- |
| 1999-2000 | Dinamo Zagreb | Prva HNL |